# Andrée Lajoie
Andrée Lajoie RSC (Montreal, 23 de outubro de 1933) é uma jurista e acadêmica canadense que vive em Quebec.

## Biografia
Nasceu em Montreal e começou a trabalhar como jornalista para Vie étudiante aos 15 anos. Formou-se em direito pela Universidade de Montreal e, depois, estudou ciências políticas na Universidade de Oxford enquanto trabalhava como correspondente da Canadian Broadcasting Corporation (CBC), em Londres. Em 1961, mudou-se para Nova Iorque com o marido, um diplomata das Nações Unidas (ONU).
Foi professora de direito de 1968 a 2006 na Universidade de Montreal e membra do Centro de Pesquisa em Direito Público (em francês:  "Centre de Recherche en Droit Public", CRDP) da universidade. Também atuou como diretora do CRDP de 1976 a 1980. É membra da Ordem dos Advogados de Quebec e da Sociedade Real do Canadá. Também foi professora visitante nas universidades de Paris 1 Panthéon-Sorbonne (1994), Trieste (1994), Pádua (1997), Atenas (2000), Toronto (2002), Victoria (2003), Louvain (2003) e Bruxelas (2003).
Atuou no conselho consultivo da Comissão Jurídica do Canadá (1997–2002) e da Comissão Séguin sobre desequilíbrio fiscal no Canadá (2001–2002) e também contribuiu para várias comissões, incluindo as comissões Castonguay (1968–1970) e Rochon (1985–1987) sobre saúde e serviços sociais, a comissão Angers (1978–1980) sobre as universidades a Comissão Macdonald (1983–1985) e a Comissão Real sobre os Povos Aborígenes (1993).
Em 2003, foi premiada com o Prêmio Léon-Gérinrix. Também recebeu o Prêmio Walter-Owen concedido pela Ordem dos Advogados do Canadá e o Prêmio André-Laurendeau concedido pela Associação Francófona para o Saber (em francês:  Association francophone pour le savoir).
Em fevereiro de 2009, publicou o estudo "Vive la recherche libre!", sobre subsídios públicos concedidos à pesquisa nas ciências humanas e sociais em Quebec.

## Publicações selecionadas
- Le pouvoir déclaratoire du Parlement; aumento discrétionnaire de la compétence federale au Canada, 1969[4]
- Expropriation et fédéralisme au Canada. Montreal: editora da Universidade de Montreal, 1972[5]